# Porta di Travale
La porta di Travale è una porta cittadina del borgo castellano di Travale.

## Storia
La porta venne aperta sul lato settentrionale della cinta muraria di Travale nel corso del XII secolo.
Lavori di restauro vennero effettuati, sia durante il Duecento che nel corso del secolo successivo, quando il centro entrò a far parte della Repubblica di Siena.
Durante l'assedio del 1554 condotto dalle truppe di Cosimo I de' Medici, la porta riuscì a scampare all'abbattimento di gran parte della cinta muraria. Recenti restauri hanno permesso di riportare la Porta di Travale agli antichi splendori.

## Descrizione
Si apre lungo un breve tratto di cortina muraria, all'estremità settentrionale del borgo di Travale.
La cortina muraria si presenta completamente rivestita in blocchi di pietra di forma irregolare, che assumono un aspetto assai pregevole ove delimitano la porta. Questa si presenta ad arco tondo, poggiante ai due lati su altrettanti blocchi di pietra sporgenti che costituiscono due piccoli architravi di buona fattura.